# 埃爾卡考 (托諾西區)
埃爾卡考（西班牙語：El Cacao），是巴拿馬的城鎮，位於該國中南部，由洛斯桑托斯省的托諾西區負責管轄，面積92.3平方公里，2010年人口1,049，人口密度每平方公里11.4人。